# Jean-Paul Aron
Pour les articles homonymes, voir Aron.

Jean-Paul Aron, né le 27 mai 1925 à Strasbourg et mort le 20 août 1988 à Paris, est un écrivain, épistémologue et historien français, neveu de Raymond Aron [réf. souhaitée].

## Carrière et œuvre
Fils d'un médecin, il est agrégé de philosophie en 1953. Universitaire et écrivain aux genres multiples, il écrit dans des magazines comme Le Nouvel Observateur. Travaillant notamment sur la biologie au début du XXe siècle en France, il est chercheur au CNRS, puis à l’École des hautes études en sciences sociales, où il est directeur d’études à partir de 1977.
Jean-Paul Aron s'est intéressé à l'histoire de la bourgeoisie française au XIXe siècle, que ce soit sur le terrain des habitudes alimentaires (avec Essai sur la sensibilité alimentaire à Paris au XIXe siècle, 1967 et Le Mangeur du XIXe siècle, 1973), celui de la répression sexuelle (avec Le Pénis et la démoralisation de l’Occident, 1978), ou celui du recrutement dans l'armée (avec Anthropologie du conscrit français, 1972).
Parallèlement, Jean-Paul Aron publie romans et pièces de théâtre. Il mène également une réflexion sur l’institution littéraire (Qu’est-ce que la culture française ?, 1975). En 1984, il publie Les Modernes, sorte de journal ou de mémoires dans lequel l'auteur évoque 54 épisodes qui ont marqué sa vie en particulier et l'histoire culturelle en général de 1945 à 1984 (de la sortie d'À bout de souffle de Jean-Luc Godard en 1960 au séminaire de Jacques Lacan à l'École normale supérieure en 1964). La même année, Daniel Costelle réalise trois films documentaires inspirés du livre Les modernes avec des commentaires de Jean Paul Aron et des interviews des principaux acteurs de la scène culturelle francaise,,.

## Intérêt pour la gastronomie
Jean Paul Aron a contribué au développement de l'histoire de l'alimentation avec quelques articles académiques publiés dans la revue des Annales Histoire, Sciences Sociales (1961, Biologie et alimentation au XVIIIe siècle et au début du XIXe siècle ; 1967, "Essai sur la sensibilité alimentaire à Paris au XIXe siècle" ; 1975, "Sur les consommations avariées à Paris dans la deuxième moitié du XIXe siècle"). Le livre "Le mangeur du XIXe siècle" va lui donner accès au monde de la gastronomie. Il sera plusieurs fois réédité et traduit en anglais, en portugais, en italien. En 1981, il participe, avec entre autres les critiques gastronomiques Claude Lebey et Nicolas de Rabaudy, à la création du Club des Croqueurs de Chocolat.

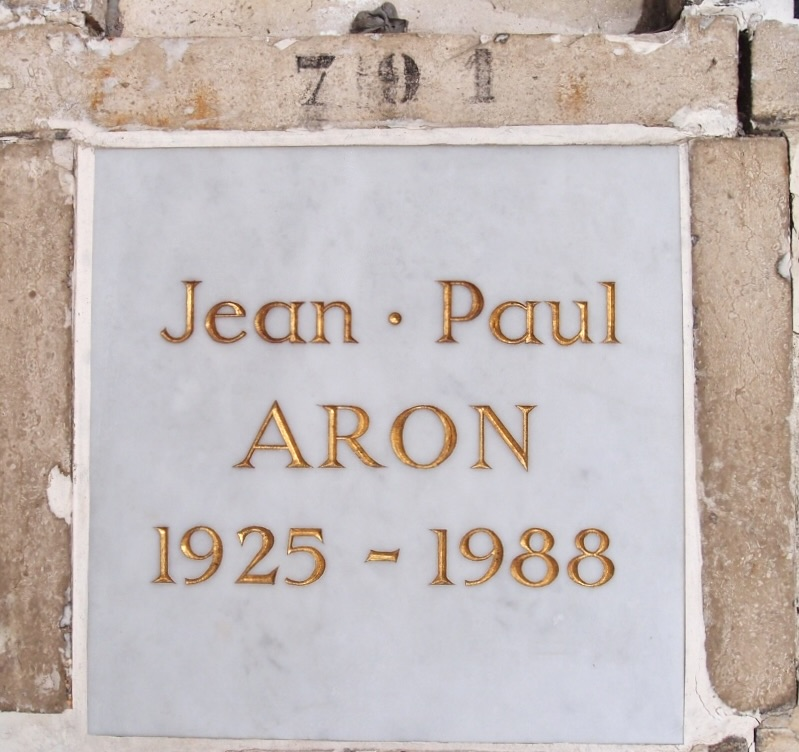
Plaque funéraire de Jean-Paul Aron au columbarium du cimetière du Père-Lachaise (case n°791, division 87).

En juin 1987, il prononce à l'invitation de l'université de Toulouse le Mirail et de l'école hôtelière de Toulouse, une conférence intitulée « De la glaciation de la culture en général et dans la cuisine en particulier », qui dresse le bilan critique de la "nouvelle cuisine". Elle sera éditée en 1997, dans un numéro de la revue 'L'internationale de l'Imaginaire" dirigée par Jean Duvignaud, et Cherif Khaznadar, intitulé "Cultures, nourriture", coordonné par Jean Pierre Corbeau.

## Vie privée
Jean-Paul Aron était homosexuel. En février 1986, après un dépistage, il découvre qu'il est atteint du sida. Il est l'un des premiers à révéler sa maladie dans la presse, à la une du Nouvel Observateur, le 30 octobre 1987.
Il est inhumé au columbarium du cimetière du Père-Lachaise (case n°791, division 87).
Jean d'Ormesson, un ami intime, lui rend un hommage appuyé dans son ouvrage Je dirai malgré tout que cette vie fut belle paru en 2016 aux éditions Gallimard.

## Œuvres

### Romans et pièces de théâtre
- La Retenue (roman), Paris, Grasset, 1962.
- Point mort (roman) Paris, Grasset, 1964.
- Théâtre, Paris, Christian Bourgois, 1970 (Le Bureau et Fleurets mouchetés).
- Les Voisines (théâtre), Paris, L’Avant-Scène, 1980.

### Essais
- Essai sur la sensibilité alimentaire à Paris au XIXe siècle, Paris, Armand Colin, 1967.
- Philosophie zoologique, de Jean-Baptiste de Lamarck (présentation par Jean-Paul Aron), Paris, 10/18, 1968.
- Essai d'épistémologie biologique, Paris, Christian Bourgois, 1969.
- Anthropologie du conscrit français (avec Emmanuel Le Roy Ladurie et Paul Dumont), Paris, Mouton, 1972.
- Le Mangeur du XIXe siècle, Paris, Robert Laffont, 1973.
- Qu’est-ce que la culture française ?, Paris, Denoël-Gonthier, 1975.
- Le Pénis et la démoralisation de l’Occident (avec Roger Kempf), Paris, Grasset, 1978.
- Misérable et glorieuse, la femme du XIXe siècle (collectif animé et présenté par Jean-Paul Aron), Paris, Fayard, 1980.
- Les Modernes, Paris, Gallimard, 1984 ; réédition Collection Folio essais (no 44), 1986.
- « De la glaciation dans la culture en général et dans la cuisine en particulier », Internationale de l’Imaginaire, 1997, n° 245, pp. 13-37.